# 浙江医科大学
浙江医科大学（Zhejiang Medical University，ZJMU），曾經是一所浙江省屬醫科大學，1998年併入浙江大學，現爲浙江大學醫學部。

## 历史
1952年，浙江大学医学院与浙江省立医学院合并，组建浙江医学院，校址位于小车桥省立医学院校址，以浙大附属医院为第一附属医院，原英国海外传道会广济医院为第二附属医院。
1952年起，向苏联学习的活动，停开英文课，改设俄文课。1954年8月，将内科、外科、眼科三系合并成医疗系，生药、药剂、化学，分析鉴定四系合并为药学系，公共卫生学系改为卫生系。1955年8月的院系调整中，卫生系三年级学生并入四川医学院，药学系本科四年级学生并入上海第一医学院，药学系本科二年级学生并入北京医学院，药学系教师29名调往沈阳药学院、南京药学院、上海第一医学院，卫生系教师16人调往四川医学院等处。院系调整后，浙江医学院有在校生2633人，教职人员435人，是国内医疗专业最大的单科医学院校之一。1958年初，抽调员工支援建设温州医学院。1960年4月，浙江医学院更名为浙江医科大学。1961年，将原先等11个专业调整为医学、药学、中医三个专业，1962年暑期起又停招药学系。1963年9月1日，省委从浙江医科大学中析置浙江医学科学院为省卫生厅领导的浙江卫生实验院，并将浙江医科大学下属中医学院、中医院、中医研究所分离成立省卫生厅领导的浙江中医学院。
1978年起，浙江医科大学开始实施教学改革，教学质量逐步提高；在卫生部组织的1982-1984学年医学院毕业生统考中，浙江医科大学分别排名第二、第二、第一。1983年起，从各大油田所在地区的应届高考生中选拔学生，为石油部培养临床医学系五年制学生。1984年创建临床医学工程系，1986年恢复公共卫生系，1985年创建医学营养系，1986年调整和新建基础医学研究所、传染病研究所、肿瘤研究所、心脑血管病研究所、环境与健康研究所、老年医学研究所、血液病研究所、计划生育研究所、临床药理研究所、药物研究所、人口研究所和医学教育研究所在内的12个研究所，1987年新建19层三号教学大楼，并筹建护理系。1988年，作为首批15所医学院，和浙江大学合作设立七年制高等医学教育，前两年在浙大接受理科教育。1992年，建立医学分子生物学实验室，为省级重点实验室。1993年5月，成立浙江医科大学成人教育学院。1993年10月，成立第一临床医学院，下设医学一系、护理系、儿科学，同时成立包含医学二系、营养系、妇产科系的第二临床医学院和基础医学院。1994年10月，成立公共卫生学院。1996年8月，成立儿科系。1997年12月，成立药学院。1998年，作为国家教委指定的首批院校之一，组建基础医学医学专业并开始招生。
创建于1912年，1952年浙江医学专门学校和国立浙江大学医学院合并组建浙江医学院，1960年4月更名为浙江医科大学，1998年并入浙江大学，浙江医科大学校本部更名为浙江大学湖滨校区，2009年4月29日再次更名为浙江大学医学部（包含医学院和药学院）。

## 概况
四校合并前，浙江医科大学是一所省属重点大学。设有基础医学院、第一临床医学院、第二临床医学院、公共卫生学院和成人教育学院5个学院（8个系），有临床医学、药学、药物制剂、儿科医学、医学影像、口腔医学、生物医学工程、预防医学、妇幼卫生、卫生事业管理、医学营养和护理12个专业，有附属第一医院、附属第二医院、妇产科医院、儿童医院和邵逸夫医院5所附属医院，建有10个博士点，38个硕士点。有教职员工6000余名，其中教授、主任医师260名；在校全日制学生3400余名，其中研究生近400名。

## 历任校长
浙江医学院院长
- 洪式闾 1952.3-1956.5
- 王仲侨 1956.5-1960.4

浙江医科大学校长
- 郑平   1960.4-1964.3
- 李兰炎 1964.3-1977.7
- 王耀庭 1978.7-1979.3
- 王季午 1979.3-1984.1
- 郑树   1984.1-1996.11
- 陈昭典 1996.11-1998.9